# Municipio de Garden City (Minnesota)
El municipio de Garden City (en inglés: Garden City Township) es un municipio ubicado en el condado de Blue Earth en el estado estadounidense de Minnesota. En el año 2010 tenía una población de 689 habitantes y una densidad poblacional de 7,65 personas por km².

## Geografía
El municipio de Garden City se encuentra ubicado en las coordenadas 44°3′54″N 94°11′37″O / 44.06500, -94.19361. Según la Oficina del Censo de los Estados Unidos, el municipio tiene una superficie total de 90.03 km², de la cual 84,45 km² corresponden a tierra firme y (6,19 %) 5,57 km² es agua.

## Demografía
Según el censo de 2010, había 689 personas residiendo en el municipio de Garden City. La densidad de población era de 7,65 hab./km². De los 689 habitantes, el municipio de Garden City estaba compuesto por el 99,27 % blancos, el 0,15 % eran amerindios y el 0,58 % eran de una mezcla de razas. Del total de la población el 1,31 % eran hispanos o latinos de cualquier raza.